# 정현고등학교
정현고등학교(靜賢高等學校)는 대한민국 경기도 화성시 산척동에 있는 공립 고등학교이다.

## 학교 연혁
- 2018년 1월 3일 : 정현고등학교 공사착공
- 2019년 1월 2일 : 정현고등학교 설립 승인 인가(3년제 36학급)
- 2019년 3월 1일 : 초대 박정행 교장 취임
- 2019년 3월 4일 : 개교 및 제1회 신입생 입학(354명 1학년 12학급)
- 2019년 5월 29일 : 녹색건축 일반(그린4등급) 건축물, 인증서 교부(인증기간 2019.05.29~2025.05.28)
- 2022년 1월 6일 : 제1회 졸업식(12학급 330명)
- 2022년 9월 1일 : 제2대 윤상진 교장 취임
- 2024년 1월 5일 : 제3회 졸업식(12학급 380명)
- 2024년 3월 4일 : 제6회 신입생 입학(425명 1학년 12학급)

## 참고 자료
- 정현고등학교 - 한국교육학술정보원 학교알리미